# Курськ (Кулундинський район)
Курськ (рос. Курск) — село у складі Кулундинського району Алтайського краю, Росія. Адміністративний центр Курської сільської ради.

## Населення
Населення — 844 особи (2010; 892 у 2002).
Національний склад (станом на 2002 рік):
- росіяни — 82 %